# キャッチ・ア・ファイア
『キャッチ・ア・ファイア』（Catch a Fire）は、メジャーなレーベルでは初となるザ・ウェイラーズの1973年のアルバムである。
『ローリング・ストーン』誌が選んだ「オールタイム・グレイテスト・アルバム500」（2012年版）において126位にランクインした。

## 概要
1973年4月13日に発売された。このアルバムにより、バンドは国際的な英雄となり、マーリーは世界中で、特にカリブやアフリカからのヨーロッパの移民や、米国のアフリカ系アメリカ人たちの間で特別な存在となった。社会的な内容の歌詞と攻撃的な音は多くのリスナーに衝撃を与えた。また、他にもボブ・マーリーとピーター・トッシュという二人の曲の対決的な主題や、抑圧下での自由への楽観的な視点に惹き付けられた。
ビルボードのポップアルバムとブラックアルバムのそれぞれのチャートで171位と51位を記録した。
1973年5月にイギリスで「コンクリート・ジャングル」がシングルカットされた。B面にはバニー・ウェイラーが妻のジーン・ワット名義で書き、リードボーカルをとった「リインカーネイテッド・ソウルズ」が収録された。「リインカーネイテッド・ソウルズ」はどのアルバムにも入らず、『バーニン』の2001年リイシュー盤にボーナストラックとして収録された。

## リミックスされた英国バージョン
レコーディング終了後、マスターテープはリミックスのために英国に送られ、アイランド・レコーズの社長であるクリス・ブラックウェルによって米国のミュージシャン達と共に英国バージョンのアルバムが制作された。リミックスに参加した主なミュージシャンは以下のとおり。ウェイン・パーキンス（ギター）、ジョン"ラビット"バンドリック（キーボード、シンセサイザー）、ロビー・シェイクスピア（ベース）、トミー・マクック（フルート）など。ブラックウェルは当時のロック市場に対してウェイラーズを売り出そうとしていたため、全体をよりロック市場受けするものとするためにアルバム全体に改変を加えたのである。分かりやすい例としては、「コンクリート・ジャングル」にギターソロが追加されたり、曲の回転を高めスピードが速められたりした。ただし、マーリー自身はこのような改変を好意的に受け止めており、その後の音楽性にも取り込んでいる。「ハイ・タイド・オア・ロウ・タイド」と「オール・デイ・オール・ナイト」の2曲も同じ理由でアルバム未収録となった。2001年に発売された『キャッチ・ア・ファイア・デラックス・エディション』には、ブラックウェルが改変を加える前のオリジナル音源と、改変後の音源が2枚組で収録されている。

## 象徴的なカバーアート
1973年に2,000枚作られたオリジナルは、アルバムがジッポーライターを模したものになっており、レコードを取り出す際には蓋の部分を開くという凝った仕組みになっていた。しかし、このジャケットは手作業で作る必要があり、レコードを大量に売りたいプロデューサーによって別のものに差し替えられた。そのため、オリジナルのジッポージャケットはコレクターズアイテムとなった。ザ・ウェイラーズ名義だったジッポージャケットは、変更後にはボブ・マーリー&ザ・ウェイラーズの表記となり、マーリーが大麻を吸っている写真になった。

## 収録曲

### A面
1. コンクリート・ジャングル - Concrete Jungle (Bob Marley) - 4:13
2. スレイヴ・ドライヴァー - Slave Driver (Marley) - 2:53
3. 400イヤーズ - 400 Years (Peter Tosh) - 2:45
4. ストップ・ザット・トレイン - Stop That Train (Tosh) - 3:55
5. ロック・イット・ベイビー - Baby We've Got A Date (Rock It Baby) (Marley) - 3:57

### B面
1. スター・イット・アップ - Stir It Up (Marley) - 5:32
2. キンキー・レゲエ - Kinky Reggae (Marley) - 3:37
3. ノー・モア・トラブル - No More Trouble (Marley) - 3:57
4. ミッドナイト・レイヴァース - Midnight Ravers (Marley) - 5:10

### CDボーナストラック
1. ハイ・タイド・オア・ロウ・タイド - High Tide or Low Tide (Marley) - 4:40
2. オール・デイ・オール・ナイト - All Day All Night (Marley) - 3:26

### 2001年のデラックスエディション

#### ディスク1
1. "Concrete Jungle" - 4:16
2. "Stir It Up" - 3:39
3. "High Tide Or Low Tide" - 4:45
4. "Stop That Train" - 3:55
5. "400 Years" - 3:03
6. "Baby We've Got A Date (Rock It Baby)" - 4:05
7. "Midnight Ravers" - 5:09
8. "All Day All Night" - 3:29
9. "Slave Driver" - 2:57
10. "Kinky Reggae" - 3:45
11. "No More Trouble" - 5:16

#### ディスク2
1. "Concrete Jungle" - 4:15
2. "Slave Driver" - 2:55
3. "400 Years" - 2:47
4. "Stop That Train" - 3:57
5. "Baby We've Got A Date (Rock It Baby)" - 3:59
6. "Stir It Up" - 5:35
7. "Kinky Reggae" - 3:39
8. "No More Trouble" - 4:00
9. "Midnight Ravers" - 5:08

## クレジット
- ボブ・マーリー - リードボーカル、アコースティックギター
- ピーター・マキントッシュ - ピアノ、オルガン、ギター、ボーカル
- バニー・リビングストン - コンガ、ボンゴ、ボーカル
- アストン（ファミリーマン）バレット - ベースギター
- カールトン（チャーリー）バレット - ドラムス
- リタ・マーリー - バッキング・ボーカル
- マーシャ・グリフィス - バッキング・ボーカル
- プロデューサー - ボブ・マーリー、クリス・ブラックウェル
- エンジニア - カールトン・リー、スチュ・バレット、トニー・プラット